# (72575) 2001 ET16
(72575) 2001 ET16 – planetoida z pasa głównego asteroid okrążająca Słońce w ciągu 3,74 lat w średniej odległości 2,41 j.a. Odkryta 15 marca 2001 roku.